# شكري غانم
شكري محمد غانم (9 أكتوبر 1942 – 29 أبريل 2012)، اقتصادي وسياسي ليبي، عمل أمينًا للجنة الشعبية العامة (رئيس الحكومة) في ليبيا (2003–2005) وأمين للجنة إدارة المؤسسة الوطنية للنفط (2005–2011).

## السيرة العلمية
تحصل على :
- بكالوريوس اقتصاد – الجامعة الليبية بنغازي 1963.
- ماجستير في الاقتصاد – مدرسة فلتشر/ واشنطن 1972.
- ماجستير في القانون والدبلوماسية- مدرسة فلتشر/ واشنطن 1973.
- دكتوراه في الاقتصاد- مدرسة فلتشر/ واشنطن 1975
- الترقية إلى درجة أستاذ في الاقتصاد سنة 1984 ف، وحضور العديد من المؤتمرات الدولية والإقليمية التابعة للأمم المتحدة والجامعة العربية ومنظمة الوحدة الأفريقية والأوبك ومؤتمر التجارة والتنمية.
- العمل في مجال الاستشارات الاقتصادية والتدريس في الجامعة بعض الوقت أحيانا، وعلى سبيل التفرغ في أحيان أخرى.

## مناصبه
انسحب من حكومة القذافي في 16 مايو وانضمم للثوار في 1 يونيو قائلا «يقاتلون {الثوار} من أجل دولة ديموقراطية.»
أمين لجنة الإدارة -المؤسسة الوطنية للنفط (2005 - ..).
6/ 2003 – 3/ 2006 : أمين اللجنة الشعبية العامة
12 /2001– 6 /2003 : أمين اللجنة الشعبية العامة للاقتصاد والتجارة.
- 1998 - 2001: مدير الأبحاث والقائم بأعمال السكرتير العام(منظمة لدول المصدرة للنفط (أوبك) فيينا.
- 1993 – 1998 : مديراً الأبحاث منظمة الدول المصدرة للنفط (أوبك) فيينا.
- 1987 – 1993 : أستاذ الاقتصاد جامعة الجبل الغربي / غريان.
- 1984 – 1987 : مدير مركز الدراسات الاقتصادية (الهيئة القومية للبحث العلمي)طرابلس
- 1982 – 1984 : أكاديمي زائر بمدرسة الدراسات الشرقية والأفريقية جامعة لندن.
- 1977 – 1982 : كبير الاقتصاديين بمعهد الإنماء العربي
- 1975 – 1977 : مستشار بوزارة النفط
- 1970 – 1975 : مدير عام الإدارة الاقتصادية بوزارة النفط
- 1968 – 1970 : مدير التسويق والتوزيع وعضو مجلس الإدارة بالمؤسسة الوطنية للنفط
- 1966-1968 : مدير التجارة الخارجية وزارة الاقتصاد
- 1965 – 1966 : نائب رئيس التحرير والترجمة وكالة الأنباء الليبية
- 1963 – 1965 : رئيس قسم الشؤون الأوروبية والأمريكية وزارة الاقتصاد / طرابلس
- في العام 1975، تولّى غانم منصب نائب أمين السر في وزارة النفط، كما أصدر كتابه الأول 'The Pricing of Libyan Crude Oil'.
- بين عامي 1982 و1984، انضم إلى مدرسة الدراسات الشرقية والأفريقية في لندن كمدرس، وفيها أعدّ كتابه التالي تحت عنوان: 'OPEC: The Rise and Fall of an Exclusive Club' الذي صدر في بريطانيا.
- في العام 1993، انضم غانم إلى منظمة 'أوبك' بصفة مستشار، ومن ثم عمل فيها كمدير أبحاث، فأمين عام بالوكالة.
- في العام 2001، عاد إلى ليبيا للعمل كوزير للاقتصاد قبل أن يترقى إلى منصب رئاسة الوزراء ثم الأمانة العامة للمؤسسة الوطنية للنفط.

## الإنجازات العلمية

### الكتب العربية
1. الاقتصاد الليبي قبل النفط – معهد الإنماء العربي / بيروت سنة 1982 ف.
2. ثلاث مقالات نفطية – معهد الإنماء العربي / بيروت سنة 1983 ف.
3. الصناعة في ليبيا – منظمة التنمية الصناعية / بغداد سنة 1983 ف.
4. النفط والاقتصاد الليبي – معهد الإنماء العربي / بيروت سنة 1986 ف.
5. العلاقات الاقتصادية الدولية – أمانة التعليم / طرابلس سنة 1988 ف.

### الكتب الإنجليزية
1 – The Pricing Of Libyan Crude Oil. Edam Publishers، Malta 1975
2 –OPEC، The Rise And Fall Of An Exclusive Club. K.P. Publishers, london، New York
3 – The Petrochemical Industry In The Arab World. National Academy for Scientific Research, Tripoli, Libya 1976
4 – Planning And Development In Modern Libya With Others, Society Of Libyan Studies London 1985.
5 – OPEC، A Cartel Or Group Of Competing Nation.A Chapter In A Book Edited By Prof.Rajaei El – Mallakh. University Of Colorado، Boulder، 1974.
6 – The Paradox Of Con. A Chapter In A Book Edited By Prof.Rajaei El – Mallakh And Others"Energy Conservation"، University Of Colorado, Boulder, 1977

## وفاته
توفي إثر نوبة قلبية، إذ عثرت الشرطة النمساوية على جثته في الساعة 8.40 صباحا بتوقيت جرينتش في نهر الدانوب في فيينا حيث كان يعيش في المنفى . نفت الشرطة النمساوية وجود أي أثر للعنف على جثة شكري غانم حيت تنبأت أنه أصيب بسكتة قلبية وسقط في الماء.